# Ministerstwo Przemysłu Leśnego ZSRR
Ministerstwo Przemysłu Leśnego ZSRR, uprzednio Ludowy Komisariat Przemysłu Leśnego ZSRR (ros. народный комиссариат лесной промышленности) – centralny organ władzy państwowej, urząd zajmujący się problematyką utrzymania, rozwoju i eksploatacji drzewostanu w ZSRR; po przekształceniu ludowych komisariatów w ministerstwa działający również w tej randze.
Został utworzony postanowieniem Centralnego Komitetu Wykonawczego i Rady Komisarzy Ludowych ZSRR z dnia 5 stycznia 1932 o utworzeniu Ludowych Komisariatów Ciężkiego, Lekkiego i Leśnego Przemysłu, poprzez przekształcenie likwidowanej Najwyższej Rady Gospodarki Narodowej ZSRR.
W 1940 z Komisariatu wyłączono część zadań, tworząc Ludowy Komisariat Przemysłu Celulozowo-Papierniczego.
15 marca 1946 został przekształcony w Ministerstwo Przemysłu Leśnego ZSRR i po połączeniu 29 lipca 1948 z powstałym 15 marca 1946 Ministerstwem Przemysłu Celulozowo-Papierniczego ZSRR funkcjonował dalej jako Ministerstwo Przemysłu Leśnego i Papierniczego ZSRR.

## Okresy funkcjonowania
- 5.1.1932–29.7.1948;
- 16.2.1951–15.3.1953;
- 19.4.1954–10.5.1957;
- 16.3.1988–1.4.1991.

## Ludowi Komisarze Przemysłu Leśnego ZSRR
- Siemion Łobow (5.1.1932–1.10.1936),
- Władimir Iwanow (1.10.1936–31.10.1937),
- Michaił Ryżow (29.12.1937–29.10.1938),
- Naum Ancełowicz (29.10.1938–27.4.1940),
- F. Siergiejew (27.4.1940–8.11.1941);

## Ministrowie Przemysłu Leśnego ZSRR
- M. Sałtykow (komisarz/minister 17.11.1941–19.8.1942, pełniący obowiązki; 19.8.1942–12.3.1947).
- Gieorgij Orłow (12.3.1947–29.7.1948; 16.2.1951–15.3.1953; 19.4.1954–10.5.1957),
- Michaił Busygin (28.3.1988–7.6.1989),
- Władimir Mielnikow (3.8.1989–1.4.1991)[2].